# Хайдаров, Равшан Акмалович
Равшан Акмалович Хайдаров (узб. Ravshan Akmalovich Haydarov; 15 июля 1961, Ташкент, Узбекская ССР, СССР) — узбекский футболист и футбольный тренер.

## Карьера

### Карьера в качестве футболиста
Равшан Хайдаров начал взрослую игровую карьеру в 1978 году в клубах второй лиги из Узбекской ССР. После распада СССР играл в высшей лиге Узбекистана за ташкентский «Трактор». Свою игровую карьеру закончил в 1996 году.

### Карьера в качестве тренера
Закончив игровую карьеру, через год Равшан Хайдаров был назначен помощником главного тренера ташкентского «Трактора». Позднее был назначен главным тренером «Трактора».
В 2002 году после первого круга чемпионата Узбекистана был назначен исполняющим обязанности главного тренера «Пахтакора».
В том году был помощником главного тренера сборной Узбекистана Владимира Салькова. Позже был назначен главным тренером сборной Узбекистана и во главе с Хайдаровом сборная Узбекистана участвовал в Кубке Азии 2004 года и сборная Узбекистана дошла в том турнире до четвертьфинала.
24 июня 2014 года на совете тренеров ФФУ было принято решение о назначении Равшана Хайдарова главным тренером сборной Узбекистана до 19 лет. В связи с новым назначением Хайдаров оставил свой нынешний пост главного тренера «Динамо» (Самарканд).

## Достижения

### В качестве тренера
Пахтакор
- Чемпион Узбекистана (2): 2006, 2007
- Обладатель Кубка Узбекистана (2): 2006, 2007

Сборная Узбекистана до 20 лет
- * Чемпион Азии среди молодёжных команд до 20 лет: 2023

Сборная Узбекистана до 23 лет
- Чемпион Азии среди молодёжных команд: 2018

Личные
- Тренер года в Узбекистане: 2018
- Тренер года в Узбекистане (№ 2): 2005, 2007